# Nemesia qarthadasht
Espèce
Nemesia qarthadasht est une espèce d'araignées mygalomorphes de la famille des Nemesiidae.

## Distribution
Cette espèce est endémique d'Espagne. Elle se rencontre en Murcie, en Andalousie dans la province d'Almería et en Pays valencien dans la province d'Alicante.

## Description
Le mâle holotype mesure 9,73 mm et la femelle paratype 13,20 mm, les mâles mesurent de 7,73 à 9,73 mm et les femelles de 8,76 à 13,20 mm

## Étymologie
Son nom d'espèce lui a été donné en référence au lieu de sa découverte, Qart Hadasht.

## Publication originale
- Calvo, 2021 : « Nemesia qarthadasht sp. n., especie nueva de Nemesia Audouin, 1826 (Araneae, Mygalomorphae, Nemesiidae) de la Península Ibérica. » Revista Ibérica de Aracnología, no 39, p. 17-28.